# 4 Walls / COWBOY
《4 Walls/COWBOY 》是韓國女子音樂團體f(x)的第二張日語单曲。於2016年11月2日發售。

## 概要
- 《4 Walls/COWBOY 》收錄曲《4 Walls》是f(x)第四張正規專輯《4 Walls》中同名主打曲《4 Walls》的日語版本。
- 《4 Walls/COWBOY》收錄曲《COWBOY》是f(x)首張日語原創歌曲。
- 此專輯有2個版本，分別有《CD + DVD》和《CD ONLY》。
- DVD收錄有《4 Walls》的MV、製作花絮及單曲封面拍攝花絮
- CD收錄《4 Walls》和《COWBOY》以及兩首歌的純音樂版本。
- 專輯收錄曲《COWBOY》將於《f(x) the 1st concert DIMENSION 4 – Docking Station in JAPAN [Encore]》首次公開演出。

## 收錄内容

### CD + DVD
CD:
1. 《4 Walls》
2. 《COWBOY》
3. 《4 Walls》(Inst)
4. 《COWBOY》(Inst)

DVD：
1. 《4 Walls》 (Music Video)
2. 《4 Walls》 (Music Video Making)
3. 《4 Walls/COWBOY》(Jacket Making)

### CD ONLY
CD:
1. 《4 Walls》
2. 《COWBOY》
3. 《4 Walls》(Inst)
4. 《COWBOY》(Inst)